# Stanton T. Friedman
Stanton T. Friedman (Elizabeth, New Jersey, 29. srpnja 1934. – Toronto, Ontario, 13. svibnja 2019.), američki ufolog koji je diplomirao nuklearnu fiziku i koji je dugo radio za američku vojsku na raznim poljima proučavajući fiziju i radeći na nuklearnom avionu.
Ufologiji se posvetio nakon incidenta u Roswellu 1947. godine, budući da je sudjelovao kao civilni istražitelj u istrazi o tom događaju. Njemu je najveći dokaz o tome da se tamo srušio vanzemaljski brod, dokumenti koje je vojska izdala o tome.
Vlada je prvo izdala 156 NLO dokumenata i to zbog pritisaka udruga poput CAUS (eng. Citizens Against UFO Secrecy). Sadržaj tih dokumenata je bio 75% prekrižen crnim markerom na što je javnost uistinu burno i podsmješljivo reagirala kada bi on te dokumente prezentirao na svojim predavanjima ili na televiziji jer neke stranice bi bile potpuno zacrnjene. On je to nosio po sudovima i tako tražio da se obznani sve.
Onda je opet NSA 1997. izdala ponovno te dokumente (zbog zastare) i tada je bilo zacrnjeno puno manje, odnosno 20%.
Nažalost, tada su koristili bijeli marker što je imalo puno manji efekt na ljude u odnosu kada vide zacrnjene dokumente. Tada je Friedman morao slušati od mnogih ufologa kako NSA zapravo neskriva ništa važno, već da su cenzurirane samo metode i izvore koje po zakonu ne smiju staviti u javnost. Što on nije htio ni da čuje govoreći kao prvo zašto bi NSA čija je zadaća da prati strane vojne komunikacije uopće radila tolike dokumente o običnom meteorološkom balonu?! Friedman je također razgovarao s mnogim članovima NSA-e koji su rekli kako su i kod presretanja razgovora stranih pilota također uhvatili izvješća o NLO-ima.
Također, Stanton Friedman je providio kroz laži nekoliko generala koji su kroz godine davali i dopunjavali "prava" izvješća o onome što se dogodilo na ranču u Roswellu 1947. Jasno navodi njihova objašnjenja i ukazuje u njihove netočnosti i nepodudarnosti.
Stanton Friedman je također jedinstven po tome što vjeruje kako su NLO koji posjećuju Zemlju dizajnirani sa znanjem fizike koja je i danas potpuno poznata čovjeku na Zemlji.
Godine 2007. izdao je knjigu “Captured! The Betty and Barney Hill U.F.O. Experience”, u koautorstvu s Kathleen Marden, koja ima za temu slučaj navodne otmice Betty i Barneya Hilla.

## Vanjske poveznice
- Stanton T. Friedmaa, znanstvenik koji je pratio NLO-e, umro u 84. godini života - nytimes.com, pristupljeno 11. lipnja 2020. (engl.)